# Circulocolumella hahashimensis
Circulocolumella hahashimensis är en svampart som först beskrevs av S. Ito & S. Imai, och fick sitt nu gällande namn av S. Ito & S. Imai 1957. Circulocolumella hahashimensis ingår i släktet Circulocolumella och familjen Hysterangiaceae.   Inga underarter finns listade i Catalogue of Life.